# Enterre Seus Mortos
Enterre Seus Mortos és una pel·lícula dramàtica brasilera del 2024, dirigida i amb guió per Marco Dutra. Produïda per RT Features amb Globoplay, la pel·lícula està prevista per a l'estrena al 2025 als cinemes. Protagonitzada per Selton Mello i Marjorie Estiano, és la segona pel·lícula que rep el segell "Globoplay Original", a més d'estar basat en el llibre Enterre Seus Mortos, d'Ana Paula Maia. Va tenir una estrena nacional al Festival do Rio.

## Argument
Edgar Wilson (Selton Mello) és un home inquietant que treballa com a eliminador d'animals morts a la carretera. El seu company en aquesta tasca és Tomás (Danilo Grangheia), un sacerdot excomunicat. L'Edgar manté una relació amb la Nete (Marjorie Estiano), la seva cap, que es fa càrrec dels incidents. L'escenari és el fictici Abalurdes, un petit poble marcat per fets estranys i un ambient d'apocalipsi imminent. Tanmateix, un dia, Edgar es veu obligat a trencar les normes de la seva feina, desencadenant un caos que afectarà la seva vida i tota la ciutat.

## Repartiment
- Selton Mello
- Marjorie Estiano
- Danilo Grangheia
- Betty Faria